# وفاء مصطفى
وفاء مصطفى (1990-)، صحفية وناشطة سورية. تناضل من أجل حرية المعتقلين من السجون السورية سواء كانوا محتجزين لدى نظام بشار الأسد أو لدى المعارضة السورية، وهي عضو سابق في منظمة عائلات من أجل الحرية وهي مجموعة ناشطة تناضل من أجل إطلاق سراح ضحايا الإختفاء القسري، وتعمل أيضاً مع حملات من أجل الإعتراف الدولي باللاجئين السورين وضد تطبيع العلاقات مع نظام بشار الأسد.

## بداياتها
ولدت وفاء في مدينة مصياف التي تبعد ثلاثة ساعات عن مدينة دمشق، وهي البنت الكبرى لعائلة مكونة من ثلاثة بنات. كانت عائلتها نشيطة سياسياً، وكان والدها علي يصطحبها إلى المظاهرات التي كانت تقام في دمشق دعماً للشعب الفلسطيني من عمر العشر سنوات، وشاركت في مسيرة إحتجاجية أمام السفارة الليبية بداية الحرب الأهلية الليبية الأولى. ثم انخرطت للمظاهرات والإحتجاجات مع بداية الحرب الأهلية السورية.

## حياتها الشخصية
في عام 2013 تم تشخيصها بمرض الإكتئاب المزمن وذلك بعد وفاة صديقها المقرب، وبقيت في منزلها لثلاثة شهور ولا تغادر غرفتها الإ لاستخدام الحمام ولكن والدها أقنعها بالحصول على علاج طبي. في شهر تموز من نفس العام إعتقلت السلطات السورية والدها، وبعد أسبوع من اعتقاله فرت وفاء ووالدتها وإخواتها خوفاً من إعتقالهم عاشوا في تركيا مدة ثلاثة سنوات بفقر شديد لإنهم لم يكن يملكن سوى جوازات سفرهن. وفي عام 2016 حصلت على اللجوء في ألمانيا فتركت عائلتها بتركيا وأكملت تعليمها وحصلت على شهادة البكالوريس في العلوم الإنسانية من كلية بارد برلين عام 2020. سافرت أمها وأختها الصغرى إلى كندا وأختها الوسطى تعيش حالياً في الولايات المتحدة الأمريكية. وتؤكد أنها ستعود إلى وطنها سوريا حال سقوط نظام الأسد.

## إختفاء والدها
تعرض والدها منذ بداية العام 2011 لمضايقات بسبب مواقفه السياسية والوطنية، وتم إعتقاله أكثر من مرة على يد أمن الدولة قبل الثورة وبعدها، ومن إحدى الإعتقالات تم إعتقال صديقه حسام الضافري معه من قبل مسلحين يرتدون لباس مدني خلال الإحتجاجات ضد النظام في آذار عام 2011 والذي مات بعد فترة في سجون النظام. أما في الثاني من تموز لعام 2013 تم خطف والدها من قبل مجموعة رجال داهموا منزلهم وكانت المرة الأخيرة التي رأت فيها والدها .

## اعتقالها
تم إعتقال وفاء في أيلول عام 2011 واحتجزت في دمشق، وأعلنت الإضراب عن الطعام بعد تعرضها للضرب وكانت لا تزال طالبة تدرس الصحافة والإعلام، ولكن تم وضع اسمها لاحقاً على القائمة السوداء مما اضطرها لترك دراستها والفرار من سوريا.

## نشاطها
انضمت إلى منظمة عائلات من أجل الحرية خلال الأعوام 2018-2021 للحصول عن أي معلومات عن والدها وعن المعتقلين الآخرين. وفي 30 آيار عام 2020 شاركت في تظاهرة سلمية لوحدها خارج قاعة المحكمة في كوبلنز بألمانيا وقت انعقاد محاكمة أنور رسلان المسؤول السابق في المخابرات العسكرية السورية وشريكه إياد الغريب عضو سابق في جهاز أمن الرئيس بشار الأسد في قضية الجرائم ضد الإنسانية، ووجهت لهم تهم الإشراف على 58 جريمة قتل وتعذيب 4000 شخص في السجون السورية. تظاهرت وهي تحيط نفسها ب121 صورة لمعتقلين ومن ضمنهم صورة والدها. وفي 23 من شهر تموز من ذات العام طُلب منها إلقاء خطاب أمام مجلس الأمن التابع للأمم المتحدة بشأن الاختفاء القسري، باعتباره جريمة حرب، حيث طالبت بالإفراج عمن لايزالون محتجزين في سورية.